# 臺東縣卑南鄉溫泉國民小學
臺東縣立溫泉國民小學本校學區原屬建和國校（現今台東市建和國民小學），民國47年（西元1958年）時，由村民於內溫泉清覺寺山麓興建簡陋教室一間，自行設立內溫泉分班，並集資聘請教師一人，開始教育溫泉地區之莘莘學子。目前共有6班，96位學生，並設有溫泉附設幼兒園兩班。

## 校史
民國48年（西元1959年），經地方人士之贊助，教室從清覺寺山麓向下遷移至台東縣農會溫泉農場（現今東遊季溫泉渡假村），並商借國防部克難報廢營房一棟，作為臨時教室。當時，政府為能普及教育，並解決兒童就學之問題，乃因應教育熱心人士之懇求，正式核准成立「台東縣卑南鄉建和國民學校溫泉分校」。成立之時，共建置3班，編制教師3人，始具學校雛型，嗣後每年增加1班。民國50年（西元1961年）2月由家長募捐購置現有校地，並由地方政府同意奉准撥款興建水泥教室四間，當年7月竣工，9月遷入新教室。
民國51年（西元1962年）8月1日，建和國校溫泉分校奉准獨立，改稱「台東縣卑南鄉溫泉國民學校」，原隸屬建和國校之樂山分校亦同時改隸本校，成為「台東縣卑南鄉溫泉國民學校樂山分校」，宋士烜先生為首任校長，當時計有8班，學生共297人，教師有12位。
民國56年（西元1967年）8月1日，樂山分校奉准獨立設校，成立「台東縣卑南鄉樂山國民小學」。
民國57年（西元1968年），臺灣實行九年國民義務教育，改稱「台東縣卑南鄉溫泉國民小學」。
民國71年（西元1982年），樂山國小因因學生人數逐年遞減，本年起改隸為溫泉國小樂山分校。民國79（西元1990年）年再改制為為樂山分班，民國82年（西元1993年）裁撤，校產至今仍由溫泉國小負責管理維護。
民國93年（西元2004年）為配合臺東縣政府推動觀光產業，學校全面改建，於當年10月動工， 並於95年（西元2006年）2月完工後啟用新建校舍。
民國94年（西元2005年）8月1日，為配合政府推動國民教育向下延伸政策，成立試辦幼兒班1班，並分派代課教師2人，112年編制教師4人及教保員1人、廚工1人，全校班級數計共8班（含幼兒班2班）。

## 歷任校長
1. 宋仕烜
2. 羅昭明
3. 譚今
4. 王添丁
5. 李茂芳
6. 黃木火
7. 楊緒德
8. 李茂宗(2002/08-2010/07)
9. 吳正成(2010/08-2021/01)
10. 陳順利(2021/02-2021/07)
11. 溫上德(2021/08-)

## 相關連結
- .   [2022-05-16]. （原始内容存档于2022-03-31）.